# Seilkommando
Unter Seilkommandos versteht man die Verständigung zweier oder mehrerer Bergsteiger beim Klettern oder Eisklettern in Bezug auf die Handhabung des Seils.

## Verständigung beim Klettern
Beim Klettern verständigen sich die Partner einer Seilschaft untereinander durch sogenannte Seilkommandos. Diese akustischen oder visuellen Seilkommandos werden verwendet, um den reibungslosen Ablauf beim Besteigen einer Tour zu gewährleisten. Sie sind bewusst kurz und prägnant gefasst, um eine möglichst reibungslose Kommunikation auch bei schlechter Akustik und in Extremsituationen gewährleisten zu können. Die Seilkommandos stellen einen nicht unwesentlichen Sicherheitsfaktor im Bergsport dar. Im Folgenden sind die bekanntesten akustischen Seilkommandos des deutschsprachigen Raums und ihre Bedeutung aufgeführt.
| Kommando                               | Bedeutung |
| -------------------------------------- | --- |
| Stand!                                 | Vorsteiger hat sich einen Standplatz gebaut und kann aus der Sicherung genommen werden. |
| Seil ein!                              | Sicherer hat den Vorsteiger aus der Sicherung genommen und dieser soll das Seil einziehen, damit die Nachsteiger am gestrafften Seil klettern können. |
| Seil aus!                              | Der Vorsteiger hat das Seil eingezogen, bis es gestrafft ist. Der Vorsteiger bereitet nun die Sicherung für seine/n Nachsteiger vor. |
| Nachkommen!                            | Der Vorsteiger hat die Sicherung vorbereitet, der/die Nachsteiger können losklettern. |
| Ich komme!                             | Der/Die Nachsteiger klettert/n los. |
| Fest!/Dicht!/Zu!/Block!/Zug!/Anziehen! | Meistens beim Toprope oder Nachsteigen verwendet, Sicherer strafft das Seil, damit der Kletterer sich ausruhen kann. Beim Vorstieg dient dieses Kommando dazu, den Sicherer auf einen sogleich zu erwartenden Sturz vorzubereiten bzw. Schlappseil einzuziehen, um damit die Sturzhöhe des Kletterers zu verringern. |
| Ab!                                    | Wird beim Toprope- und beim Vorstiegsklettern im Sportkletterbereich verwendet. Der Kletterer hat das Ende der Route erreicht oder kann oder will nicht mehr und möchte abgelassen werden. |
| (Achtung) Seil!                        | Wird vor dem Abseilen oder beim Abziehen des Seiles (beim Toprope oder nach dem Abseilen) verwendet, um andere Kletterer darauf aufmerksam zu machen, dass man das Seil nach unten wirft / zieht. |
| Stein!                                 | Wird verwendet, wenn der Kletterer entweder einen Stein losgetreten hat oder wenn er einen Stein bemerkt, der nach unten fällt. Dient zum Aufmerksammachen der Nachsteiger/anderen Kletterer auf Steinschlag. |

Um Missverständnisse mit anderen Seilschaften zu vermeiden, könnten die Seilkommandos mit dem Namen des Kletterpartners ergänzt werden.
Seilkommandos nach Lehrmeinung für Mehrseillängen-Route:
1. „Stand“
2. „Seil ein“
3. „Seil aus“
4. „Nachkommen“
5. „Ich komme“

Auch aus Gründen der Lärmreduzierung sollten reduzierte Seilkommandos verwendet werden:
1. „Stand“
2. „Nachkommen“

Des Weiteren existieren auch visuelle Seilkommandos wie z. B. das Herausstrecken beider Arme mit den geöffneten Handflächen für Stand.
Im Alpinen wird auch direkt über die Seile gearbeitet, da oft kein direkt visueller und akustischer Kontakt möglich ist. So wird zum Beispiel bei einem Halb- oder Zwillingsseil zweimal hintereinander ein Seilstrang mehrere Meter eingezogen um dem Sichernden den „Stand“ zu signalisieren.